# إدوارد إتش. سميث
إدوارد إتش. سميث هو قاضي وسياسي أمريكي، ولد في 5 مايو 1809 في سميثتاون في الولايات المتحدة، وتوفي في 7 أغسطس 1885. نشط حزبياً في الحزب الديمقراطي. وقد انتخب عضو مجلس النواب الأمريكي ‏.